# Åstorp (commune)
La commune d'Åstorp est une commune suédoise du comté de Scanie. 13 389 personnes y vivent. Son chef-lieu se trouve à Åstorp.

## Localités principales
- Åstorp
- Hyllinge
- Kvidinge